# Limnophila (Limnophila) suspecta suspecta
Limnophila (Limnophila) suspecta suspecta is een ondersoort van de tweevleugelige Limnophila (Limnophila) suspecta uit de familie steltmuggen (Limoniidae). De ondersoort komt voor in het Australaziatisch gebied.